# Хеб-Сед
Хеб-сед — давньоєгипетське «свято хвоста», яке відзначалось спочатку в річницю коронації фараона, після цього з великою помпою відмічалося в тридцятий рік правління фараона, а потім, як правило, кожні наступні три роки його володарювання. Тільки цариця Хатшепсут відсвяткувала хеб-сед раніше визначеного терміну, на шістнадцятому році свого правління. Часто святкування супроводжувалось зведенням особливого храму, з яких найвідомішим храмовим комплексом є збудований Осорконом II в Бубастісі.
Свято має дуже давнє походження і, очевидно, ця дата святкувалось вже в часи III династії. Хвіст бика, який чіплявся ззаду за пояс фараона, був неодмінним атрибутом царських шат, пізніше в церемоніях його замінив джед. На думку окремих дослідників, свято знаменовало магічну віднову чоловічих сил фараона і тим самим родючості земель, що йому належали. Цілком ймовірно, що це свято замінило собою давній обряд жертвоприношення фараона (успадковано від часів вождіств в самостійних номах), який через старість вже не був здатен виконувати свої обов'язки.